# آرایه مشبک توپی سطح ویفر فروپوشیده
آرایه مشبک توپی سطح ویفر فروپوشیده (eWLB) یک فناوری بسته‌بندی برای مدارهای مجتمع است. میان‌هابِندهای بسته بر روی ویفر ساختگی ساخته شده از تراشه‌های سیلیکون و ترکیب ریختگی اعمال می‌شود.

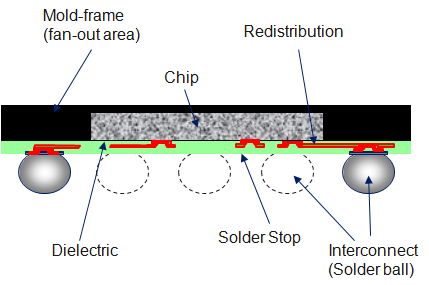
اصل eWLB

eWLB توسعه بیشتر فناوری آرایه مشبک توپی سطح ویفر کلاسیک (WLB یا WLP: بسته سطح-ویفر) است. نیروی محرکه اصلی فناوری eWLB این بود که اجازه داد گنجایش خروجی و فضای بیشتری برای میان‌هابِند مسیرگزینی شود.

## مزایا
- هزینه کم (بسته و آزمایش)
- حداقل اندازه و ارتفاع جانبی بسته
- خواص الکتریکی و حرارتی عالی
- تعداد میان‌هابِندها قابل اجرا بر روی بسته محدود نمی‌شود
- پتانسیل یکپارچگی بالا برای بسته‌های چند-دای و پشته‌شده
- استاندارد بسته آینده

## معایب
- بازرسی و تعمیر دشوار است زیرا بازرسی بصری محدود است
- تنش مکانیکی بین بسته و بُرد قوی تر از سایر فناوری‌های بسته‌بندی منتقل می‌شود